# Кировский сельсовет (Пензенская область)
Ки́ровский сельсове́т — муниципальное образование в Сердобском районе Пензенской области. Имеет статус сельского поселения.

## География
Кировский сельский совет располагается на севере Сердобского района. Расстояние от центра сельсовета село Кирово до районного центра города Сердобск — 38 км. Площадь сельсовета — 17881 га.

## Общие сведения
На территории сельского совета расположены 7 магазинов, баня, парикмахерская, 2 спортзала, 2 библиотеки, 3 фельдшерско-акушерских пункта (в селах Кирово, Гуленовка, посёлке Школьном), 2 основные общеобразовательные школы (в селах Кирово и Гуленовка), 2 детских сада (в селах Кирово и Гуленовка). Общее население сельского совета — 773 человека.

## История
Кировский сельсовет образован 18 декабря 1996 года. Согласно Закону Пензенской области от 15.09.2010 № 1945-ЗПО «О преобразовании отдельных муниципальных образований Пензенской области» в Кировский сельский совет включён Гуленовский сельсовет с населённым пунктом село Гуленовка.

## Население
| 2002  | 2010  | 2012  | 2013  | 2014  | 2015  | 2016  |
| ----- | ----- | ----- | ----- | ----- | ----- | ----- |
| 873   | ↘773  | ↗1322 | ↘1279 | ↘1225 | ↘1196 | ↘1159 |
| 2017  | 2018  | 2021  |       |       |       |       |
| ↘1128 | ↘1090 | ↘813  |       |       |       |       |

## Состав сельского поселения
| № | Населённый пункт | Тип населённого пункта       | Население |
| - | ---------------- | ---------------------------- | --------- |
| 1 | Гулёновка        | село                         | ↘585      |
| 2 | Кирово           | село, административный центр | ↘684      |
| 3 | Новое            | село                         | ↘0        |
| 4 | Школьный         | посёлок                      | 89        |

### Упразднённые населённые пункты
В декабре 2015 года посёлки Ивановский и Майский исключены из учётных данных административно-территориального устройства Пензенской области как населённые пункты фактически прекратившие своё существование, в которых отсутствуют официально зарегистрированные жители.

## Глава администрации
Главой администрации Кировского сельского совета является Губанов Сергей Вячеславович.

## Адрес
442873, Пензенская область, Сердобский район, с. Кирово, ул. Новая, дом 8. Тел.: +7 84167 9-23-10.